# Зерно (мінералогія)
Зерно (рос. зерно, англ. corn, grain, lumps; нім. Korn n) -
- 1) Окрема дрібна частинка корисної копалини.
- 2) Порувата, однорідна за крупністю маса дрібних частинок (зернистий шлам) — на відміну від тонкодисперсної маси мулоподібних шламів.
- 3) Застарілий термін, що вживається для розмежування за крупністю матеріалу відсадки: «відсадка крупного зерна» (для кл. понад 13 мм), «відсадка дрібного зерна» (для кл.0,5-13(10) мм). В інших випадках границя крупності для поняття зерна — умовна.